# Chen Ruolin
Chen Ruolin (chiń. 陈若琳; ur. 12 grudnia 1992 w Nantong) – chińska skoczkini do wody specjalizująca się w skokach z wieży 10 m. Pięciokrotna mistrzyni olimpijska, sześciokrotna mistrzyni świata, złota medalistka igrzysk azjatyckich, złota medalistka uniwersjady.
W 2014 zapaliła znicz olimpijski podczas letnich igrzysk olimpijskich młodzieży w Nankinie.

## Przebieg kariery
W 2006 roku uczestniczyła przede wszystkim w zawodach Grand Prix, wygrywając większość z nich oraz wystartowała w igrzyskach azjatyckich, na których sięgnęła po złoto w konkurencji skoku synchronicznego z wieży i srebro w konkurencji skoku indywidualnego z wieży. Rok później wystartowała w mistrzostwach świata, na których otrzymała złoty medal w konkurencji skoku synchronicznego z wieży i srebrny w konkurencji skoku indywidualnego z wieży.
W 2008 wystartowała w letnich igrzyskach olimpijskich. W konkurencji skoku indywidualnego z wieży uzyskała w finale 447,70 pkt, dzięki temu rezultatowi zdobyła złoty medal olimpijski. Natomiast do konkursu skoku synchronicznego przystąpiła z koleżanką z kadry Wang Xin – zawodniczki uzyskały w finale rezultat 363,54 pkt, który także zapewnił złoty medal.
Na mistrzostwach świata w 2009 zawodniczka zdobyła podobnie jak dwa lata wcześniej złoty medal w skoku synchronicznym z wieży i srebrny w skoku indywidualnym z wieży. Rok później zdobyła drugi złoty medal igrzysk azjatyckich, także w konkurencji skoku synchronicznego z wieży. W 2011 roku udało jej się zdobyć dwa złote medale mistrzostw świata – w konkurencji skoku z wieży zarówno indywidualnie, jak i synchronicznie. Na uniwersjadzie w Shenzhen zdobyła złoty medal w konkurencji skoku synchronicznego z wieży oraz złoty medal drużynowo.
Na letnich igrzyskach olimpijskich w Londynie ponownie wywalczyła dwa złote medale w tych samych konkurencjach, co cztery lata wcześniej. Indywidualnie osiągnęła w finale wynik 422,30 pkt, w skoku synchronicznym zaś razem z koleżanką z kadry Wang Hao uzyskała rezultat 368,40 pkt w finale.
W 2013 roku otrzymała podczas pływackich mistrzostw świata złoty medal w konkurencji skoku synchronicznego z wieży oraz srebrny medal w konkurencji skoku indywidualnego z wieży. Rok później zdobyła trzeci złoty medal igrzysk azjatyckich w konkurencji skoku synchronicznego. Na mistrzostwach świata w Kazaniu wywalczyła złoty medal w konkurencji skoku synchronicznego z wieży, a także brązowy medal w konkurencji skoku drużynowego.
Po raz ostatni w zawodach międzynarodowych pojawiła się podczas letnich igrzysk olimpijskich w Rio de Janeiro. Zawodniczka wystąpiła jedynie w konkurencji skoku synchronicznego z wieży 10 m i razem z Liu Huixią otrzymała złoty medal – w finałowej fazie Chinki uzyskały rezultat 354,00 pkt. Dwa miesiące po igrzyskach ogłosiła zakończenie kariery sportowej w związku z urazem szyi.

## Odznaczenia i wyróżnienia
W 2010 Światowa Federacja Pływacka przyznała jej tytuł Skoczkini do Wody Roku.